# Quốc ca của người Cossack sông Don
Vskolykhnulsya, Vzvolnovalsya Pravoslavnyy Tikhiy Don (tiếng Nga: Всколыхнулся, взволновался православный Тихий Дон) là một bài hát yêu nước Nga. Nó là quốc ca của Cộng hòa Don và hiện là tỉnh ca của tỉnh Rostov, một chủ thể liên bang của Nga. Nó được thông qua vào năm 1996. Ban đầu nó được viết bởi F. I. Anisimov vào năm 1853 trong thời kỳ đầu của Chiến tranh Krym. Nó là biểu tượng của những người Cossack Don, do đó quốc ca còn được gọi là Quốc ca của người Cossack Don (tiếng Nga: Гимн донских казаков).

## Lời

### Lời hiện tại
Đây là những lời bài hát cho bài quốc ca của tỉnh Rostov. Lưu ý rằng hai dòng cuối cùng trong mỗi khổ thơ được lặp lại hai lần để tuân theo bố cục vần.

| Tiếng Nga | Latinh hóa | Dịch |
| --- | --- | --- |
| Всколых – всколыхнулся, взволновался Право – православный Тихий Дон. И повсюду отозвался На призыв свободы он. Зеле – зеленеет степь донская, Золо – золотятся волны нив. И с простора, слух лаская, Вольный слышится призыв. Славься – славься, Дон, и в наши годы В память – в память вольной старины, В час невзгоды — честь свободы Отстоят твои сыны. | Vskolykh – vskolykhnulsya, vzvolnovalsya Pravo – pravoslavnyy Tikhiy Don. I povsyudu otozvalsya Na prizyv svobody on. Zele – zeleneyet step' donskaya, Zolo – zolotyatsya volny niv. I s prostora, slukh laskaya, Vol'nyy slyshitsya prizyv. Slav'sya – slav'sya, Don, i v nashi gody V pamyat' – v pamyat' vol'noy stariny, V chas nevzgody — chest' svobody Otstoyat tvoi syny. | Nó đã rung, đã rung, đã khuấy động. Chính thống, Chính thống Don yên tĩnh Và ở khắp mọi nơi [nó chảy qua], nó đã trả lời Đến tiếng gọi của tự do. Thảo nguyên của Don lấp lánh, lấp lánh với màu xanh lá cây Những gợn sóng trên cánh đồng tỏa sáng, tỏa sáng với vàng Và từ những tiếng vang lan rộng, thật dễ chịu cho đôi tai, Tiếng gọi của tự do. Vinh quang, Vinh quang cho bạn, Don, và bây giờ, trong những năm tháng của chúng ta, Đối với ký ức, trong ký ức của thời gian tự do cũ Trong thời gian nghịch cảnh, con trai của Người sẽ giữ gìn Danh dự của tự do. |

### Lời gốc
Всколыхнулся, взволновался
Православный Тихий Дон.
И повсюду отозвался
На призыв свободы он.
Зеленеет степь донская,
Золотятся волны нив.
И с простора, слух лаская,
Вольный слышится призыв.
Дон детей своих сзывает
В Круг Державный Войсковой
Атамана выбирает
Всенародною душой.
В боевое грозно время,
В память дедов и отцов —
Вновь свободно стало племя
Возродившихся Донцов.
Славься, Дон, и в наши годы
В память вольной старины,
В час невзгоды — честь свободы
Отстоят твои сыны.

#### Lời năm 1853
Всколыхнулся, взволновался,
Православный Тихий Дон,
И послушно отозвался
На призыв Монарха он.
Он детей своих сзывает
На кровавый бранный пир,
К туркам в гости снаряжает,
Чтоб добыть России мир.
С Богом, дети, ведь широкий
Переплыть вам лишь Дунай,
А за ним уж недалеко
Цареград и наших знай.
Сорок лет тому в Париже
Нас прославили отцы,
Цареград — ещё к нам ближе…
В путь же, с Богом, молодцы!
Стойте крепко за святую
Церковь — общую нам мать —
Бог вам даст луну чужую
С храмов Божиих сорвать,
На местах, где чтут пророка,
Скласть Христовы алтари,
И тогда к звезде востока
Придут с запада цари!
Над землею всей прольется
Мира кроткого заря,
И до неба вознесется,
Слава Русского Царя!

#### Phiên bản thay thế
Всколыхнулся, взволновался,
Православный Тихий Дон
Громкий клич его раздался:
То — бойцов сзывает он!
Гей, Ермак, казак могучий!
Рать живую собирай,
Пусть несется грозной тучей
На врага за вольный край!
За поля, луга родные,
За могилы стариков,
За напевы неземные
Умереть казак готов.
Ты не плачь, не плачь, казачка!
Слышишь — в поле кони ржут?
Там видна лихая скачка,
Казаки в поход идут!
Ты же, матушка родная,
Сына в бой благослови…
Пусть слеза твоя святая
Гнев зажжет в его крови.
Пусть дрожит враг и трепещет
Мщенья рыцарей донцов…
Пусть волна донская плещет,
Славу храбрых удальцов.